# Televisión de Guinea Ecuatorial
Televisión de Guinea Ecuatorial, nota anche con l'acronimo TVGE, è l'ente televisivo pubblico nonché rete televisiva nazionale della Guinea Equatoriale.
Trasmette dalla capitale Malabo in spagnolo, francese e portoghese.

## Storia
Il canale fu inaugurato il 20 luglio 1968 come filiale della RTVE quando il Paese era ancora una colonia spagnola. Nella trasmissione inaugurale il leader spagnolo Francisco Franco tenne un discorso agli equatoguineani.
Il ministro dell'informazione e del turismo spagnolo Manuel Fraga Iribarne partecipò all'inaugurazione.
Dopo che la Guinea Equatoriale ebbe ottenuto l'indipendenza, il 12 ottobre 1968, il canale, che era ancora gestito dalla RTVE, si trovò in conflitto con le nuove autorità, che lo accusavano di trasmettere una programmazione razzista. Quando la situazione peggiorò, nel contesto della crisi diplomatica tra Spagna e Guinea Equatoriale del 1969, il nuovo governo chiese che la Spagna donasse tutte le strutture che la RTVE aveva nel Paese o che facesse una donazione equivalente al loro valore economico, 2 milioni di pesetas equatoguineane, ma la Spagna non accettò. Di fronte a questo rifiuto, il nuovo presidente Francisco Macías Nguema vietò di trasmettere parte della programmazione inviata da Madrid, principalmente i programmi ricreativi e culturali, visto che per il governo erano "propaganda imperialista".
RTVE reagì chiudendo la sua filiale e riaprendola poco tempo dopo come "Televisión Nacional de Guinea Ecuatorial", ma si ritirò definitivamente nel 1973 a causa della mancanza di interesse da parte del governo equatoguineano, che ignorò le richieste dei pochi tecnici spagnoli che ancora la gestivano e che finirono col lasciare il Paese.
Durante la dittatura di Macías TVGE solitamente mandava in onda materiale dei viaggi del presidente all'interno del Paese e dei suoi incontri con la popolazione.
Dopo il ritiro degli spagnoli il presidente voleva rimettere in piedi la televisione con l'aiuto di tecnici cubani, ma fu impossibile riparare il materiale danneggiato e per il momento il progetto fu accantonato.
TVGE non fu rifondata fino al 1979, dopo il colpo di Stato conosciuto come "Golpe della Libertà". Anche i tecnici di RTVE, a questo punto, parteciparono alla rifondazione come parte della politica di cooperazione iniziata dalla Spagna nei confronti della Guinea Equatoriale dopo il cambio di regime.
Dal 31 maggio 2011 il segnale di TVGE raggiunge tutta Europa, alcuni Paesi del Nordafrica, il Medio Oriente, l'Asia centrale e parte della Groenlandia grazie al satellite W3A di Eutelsat. Dal 2016 trasmette anche nelle Americhe con i satelliti Telstar 12 e Hispasat 1E.

## Servizi

### Televisione
| Nome | Sede   | Тipo        | Lancio | Lingua                          |
| ---- | ------ | ----------- | ------ | ------------------------------- |
| TVGE | Malabo | generalista | 1968   | spagnolo, francese e portoghese |

## Ricezione

### Terrestre
Televisión de Guinea Ecuatorial trasmette in standard DVB-T HD.

### Satellite[10]
| Satellite          | SES 5                           | Astra 4A                        | Galaxy 19                       |
| Posizione orbitale | 5.0° E                          | 4.8° E                          | 97.0° W                         |
| Canali             | Televisión de Guinea Ecuatorial | Televisión de Guinea Ecuatorial | Televisión de Guinea Ecuatorial |
| Frequenza          | 3853 R                          | 12380 H                         | 11842 H                         |
| SR                 | 2270                            | 27500                           | 22000                           |
| FEC                | 2/3                             | 3/4                             | 3/4                             |
| Modulazione        | QPSK                            |                                 |                                 |

### Streaming
Televisión de Guinea Ecuatorial in streaming